# Форсес Армес
«Форсес Армес» — сенегальский баскетбольный клуб. Клуб присоединён к ВС Сенегала, который является главным спонсором клуба. Выступает в Чемпионате Сенегала.

## История
Форсес Армес является 3-кратным обладателем Кубка чемпионов Африки. 
Клуб участвовал 2 раза в Межконтинентальном кубке.